# Kalitta Air
Kalitta Air – amerykańskie linie lotnicze cargo z siedzibą w Ypsilanti Township w stanie Michigan. Wykonują planowe i doraźne loty towarowe na terenie Ameryki Północnej, Azji i Europy. Główna baza znajduje się na lotnisku Willow Run w Ypsilanti Township.

## Historia
Historia Kalitta Air sięga roku 1967, kiedy Conrad „Connie” Kalitta rozpoczął swój biznes transportując części do samochodów przy pomocy dwusilnikowej Cessny 310, którą sam pilotował. Po latach działalności linie przyjęły nazwę American International Airways, a po 1984 roku w jej flocie znalazły się takie samoloty jak Boeing 747, Lockheed L-1011, Douglas DC-8, Twin Beech i Learjet. Linie wykonywały loty pasażerskie i cargo, a także udostępniały swoje maszyny jako ambulanse powietrzne.
W 1997 AIA połączyły się z Kitty Hawk Inc. (późniejsze Kitty Hawk Aircargo, linie lotnicze cargo działające w latach 1975-2008), po czym Conrad Kalitta zrezygnował z aktywnego udziału w zarządzaniu spółką. Założyciel Kalitta Air założył kolejną spółkę - Kalitta Leasing, zajmującą się kupnem, sprzedażą i leasingiem dużych samolotów. W kwietniu 2000 Kitty Hawk International ogłosiły bankructwo. Skonsternowany zamknięciem linii, które powołał do życia - Conrad Kalitta wykupił licencje samolotów i w listopadzie 2000 otrzymał od Federal Aviation Administration zgodę na rozpoczęcie lotów.
Kalitta zabezpieczył linie zdobywając konieczne zezwolenia od rządu i podpisał kontrakty z United States Postal Service i Departamentem Obrony Stanów Zjednoczonych. Po zamachach na WTC w 2001, kiedy wszystkie loty zostały zawieszone a lotniska zamknięte, Boeing 747 Kalitta Air dostarczał zaopatrzenie dla pracowników strefy zero.
W 2007 Kalitta Air otrzymał Diamentową Odznakę (Diamond Award) od Federal Aviation Administration za wysoki poziom obsługi technicznej swojej floty. Nagroda ta jest najwyższym odznaczeniem przyznawanym przez FAA.

## Flota
Według stanu na marzec 2025 flota Kalitta Air składała się z 30 samolotów o średnim wieku 21,8 lat:
| Samolot          | Samolot | Samolot   | Uwagi |
| Model            | Aktywne | Zamówione | Uwagi |
| ---------------- | ------- | --------- | ----- |
| Boeing 747-400   | 22      | -         |       |
| Boeing 777-300ER | -       | 7         |       |
| Boeing 777F      | 8       | -         |       |
| Łącznie          | 30      | 7         |       |